# ضخامة الأذين الأيمن

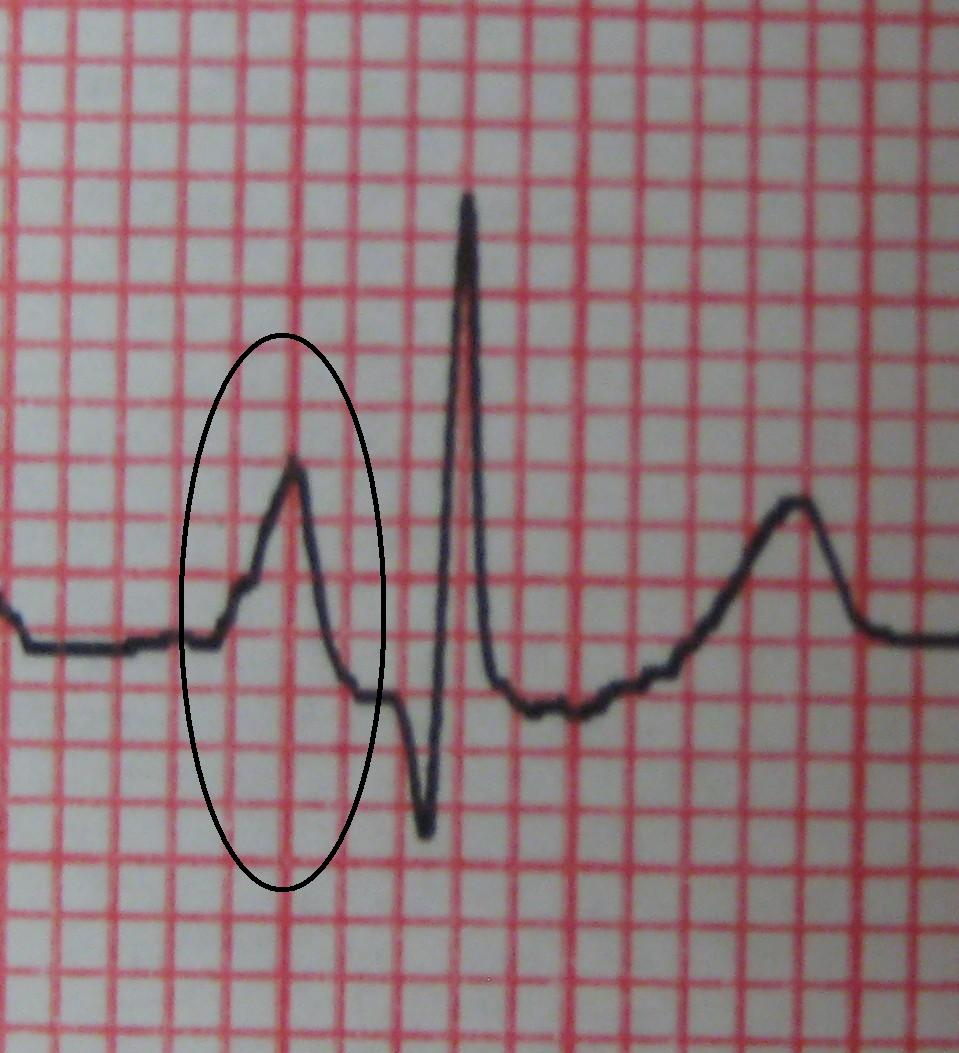
ضخامة الأذين الأيمن. لاحظ ارتفاع موجه بي هو 3 ملم.

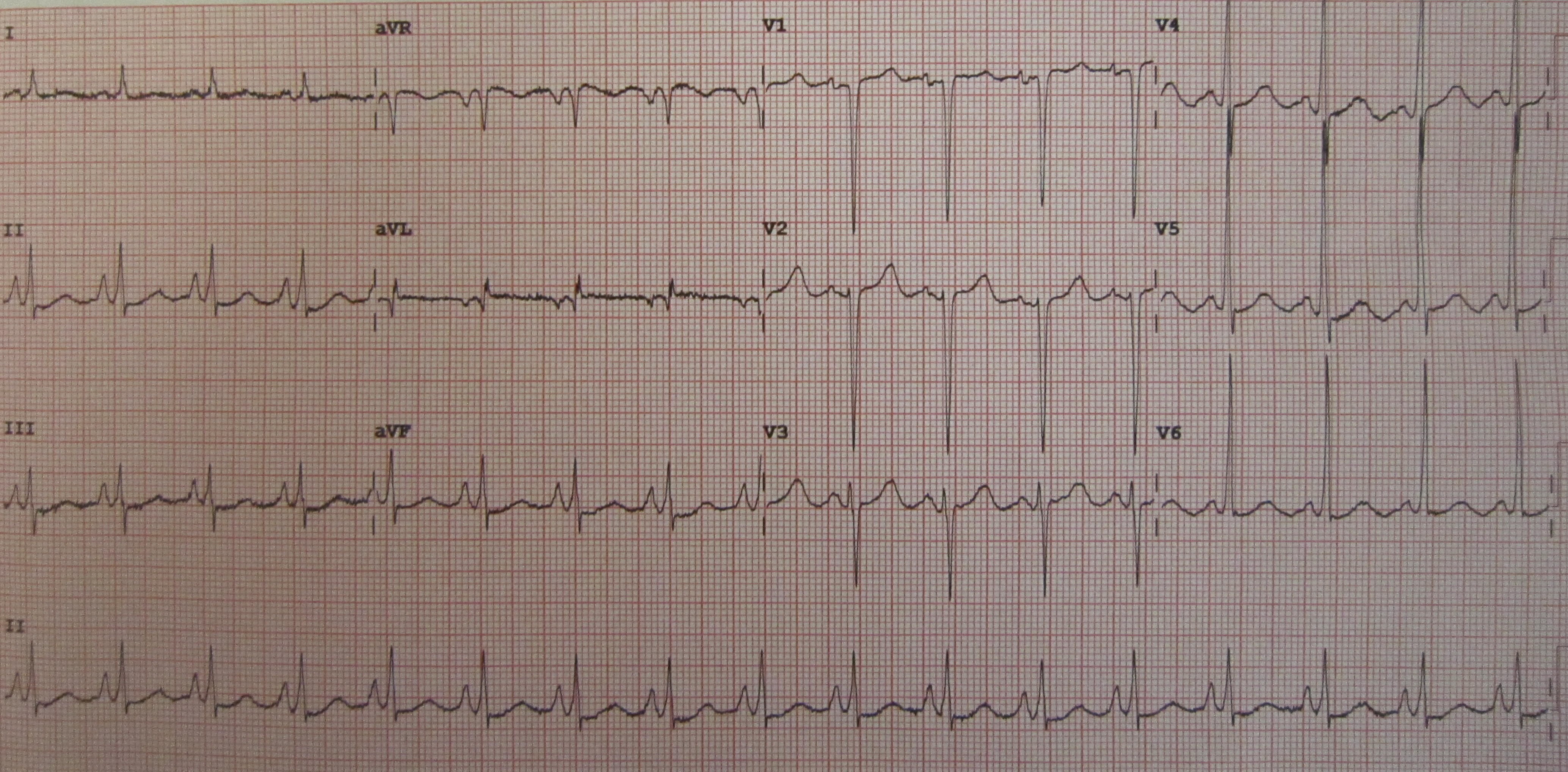
ضخامة الأذين الأيمن كما تظهر في تخطيط كهربية القلب.

ضخامة الأذين الأيمن (بالإنجليزية: Right atrial enlargement)‏ وهو أحد أنواع تضخم القلب يصيب الأذين الأيمن، ويمكن أن يصنف تضخما أو توسعا. يمتز بارتفاع موجه بي أكبر من 2.5 ملم.